# Готтарди, Витторе
Витторе Готтарди (итал. Vittore Gottardi; 24 сентября 1941, Caslano — 18 декабря 2015, Джентилино, Тичино) — швейцарский футболист, игравший на позиции нападающего. Участник чемпионата мира 1966 года.

## Биография

### Игровая карьера
Готтарди начал карьеру в клубе «Лугано», за который отыграл два сезона, выиграв в 1961 году в составе этой команды Челлендж-лигу.
В 1962 году перешёл в «Лозанну», в составе которой отыграл два сезона, выиграв в 1964 году Кубок Швейцарии.
Затем он вернулся в «Лугано», где отыграл три сезона, выиграв в 1968 году с командой Кубок Швейцарии.
Его последним клубом в карьере стала «Беллинцона», где отыграв один сезон он завершил карьеру в возрасте 28 лет.
В составе сборной Швейцарии сыграл в двух матчах на чемпионате мира 1966 года, на котором швейцарцы не вышли из группы.

### Смерть
Скончался 18 декабря 2015 года в возрасте 74 лет.

## Достижения
«Лозанна»
- Обладатель Кубка Швейцарии: 1963/64

«Лугано»
- Победитель Челлендж-лиги: 1960/61
- Обладатель Кубка Швейцарии: 1966/67